# 제2대 말버러 여공작 헨리에타 고돌핀
제2대 말버러 여공작 헨리에타 고돌핀(Henrietta Godolphin, 2nd Duchess of Marlborough; 1681년 7월 19일 ~ 1733년 10월 24일)은 제1대 말버러 공작 존 처칠의 딸이다. 앤 여왕의 친구이자 측근이었다.
그녀는 1681년에 헨리에타 처칠(Henrietta Churchill)로 태어났으며, 1682년에 아버지가 스코틀랜드 남작(Lordship of Parliament)이 됨으로써 헨리에타 처칠 각하(Hon. Henrietta Churchill)가 되었다. 1689년 아버지가 말버러 백작이 되자 헨리에타 처칠 여기사(Lady Henrietta Churchill)가 되었고, 1698년 프랜시스 고돌핀과 결혼하여 헨리에타 고돌핀 여기사(Lady Henrietta Godolphin)가 되었다. 1706년 시아버지가 고돌핀 백작이 되자 리얼튼 자작부인(Viscountess Rialton)이 되었으며, 1712년 남편이 제2대 고돌핀 백작을 승계하자 고돌핀 여백작(Countess of Godolphin)이 되었다.
1706년 영국 의회는 제1대 말버러 공작의 딸들에게 아버지의 영국 작위들의 계승권이 있음을 허하였다. 1722년 아버지가 죽자 고돌핀 여공작은 자기 권리에 기초하여 말버러 여공작(Duchess of Marlborough)이 되었다.
그녀는 1733년에 미들섹스 해로우에서 사망했다. 향년 52세. 유해는 같은 해 11월 9일에 웨스트민스터에 묻혔다. 그녀의 작위는 조카 제5대 선덜랜드 백작 찰스가 승계했다.

## 칭호 및 작위
- 1681년 ~ 1682년: 헨리에타 처칠 양(Miss Henrietta Churchill)
- 1682년 ~ 1689년: 헨리에타 처칠 각하(The Honourable Henrietta Churchill)
- 1689년 ~ 1698년: 헨리에타 처칠 여기사(The Lady Henrietta Churchill)
- 1698년 ~ 1706년: 헨리에타 고돌핀 여기사(The Lady Henrietta Godolphin)
- 1706년 ~ 1712년: 리얼튼 여자작(Viscountess Rialton)
- 1712년 ~ 1722년: 고돌핀 여백작 각하(The Right Honourable The Countess of Godolphin)
- 1722년 ~ 1733년: 말버러 여공작 예하(Her Grace The Duchess of Marlborough)

## 참고 자료
- Sambrook, James (January 2008). “Godolphin, Henrietta, suo jure duchess of Marlborough (1681–1733)”. 《Oxford Dictionary of National Biography》. Oxford University Press. doi:10.1093/ref:odnb/92329. 2009년 6월 28일에 확인함. (subscription 또는 UK 공공도서관 회원 필수)